# Protocatechualkohol
Protocatechualkohol (3,4-Dihydroxybenzylalkohol) leitet sich strukturell sowohl vom Benzylalkohol als auch vom Brenzcatechin ab.
Er kann aus Protocatechualdehyd in methanolischer Lösung durch Reduktion mit Wasserstoff/Raney-Nickel bei Raumtemperatur und Normaldruck dargestellt werden. Natürlich kommt er als Bestandteil von Olivenöl und in einigen Lebewesen vor.